# Friedrich Koß
Friedrich Koß (* 6. Januar 1865 in Techentin; † 17. April 1949 in Schwerin) war ein deutscher Politiker (SPD).

## Leben
Koß war Tischlermeister in Schwerin und saß dort seit 1902 im Bürgerausschuss. Er war Vertreter für die "Mecklenburgische Volkszeitung" und verwaltete die Gelder der genossenschaftlichen Versicherung "Volksfürsorge". Ab 1919 war er besoldeter Stadtrat in Schwerin. Im gleichen Jahr wurde er Abgeordneter im Verfassunggebenden Landtag von Mecklenburg-Schwerin.